# Memorial Cup 2006
Der Memorial Cup 2006 war die 88. Ausgabe des gleichnamigen Turniers. Teilnehmende Mannschaften waren als Meister ihrer jeweiligen Ligen die Peterborough Petes (Ontario Hockey League) und die Vancouver Giants (Western Hockey League). Meister der Québec Major Junior Hockey League und als Gastgeber automatisch qualifiziert waren die Moncton Wildcats. Als vierte Mannschaft wurden die Québec Remparts eingeladen, die im QMJHL-Finale den Moncton Wildcats unterlagen. Das Turnier fand vom 19. bis 28. Mai im Moncton Coliseum in Moncton, New Brunswick statt. Das Turnier wurde in Kanada landesweit auf Rogers Sportsnet im Fernsehen übertragen.
Die Québec Remparts gewannen durch einen Finalsieg gegen die Moncton Wildcats nach 1970 ihren zweiten Memorial Cup. Es war das erste Finalspiel überhaupt, das zwischen zwei Mannschaften aus der Québec Major Junior Hockey League ausgetragen wurde.

## Ergebnisse

### Gruppenphase
| 19. Mai 2006 | Peterborough Petes Steve Downie (29:21) Jamie Tardif (49:43) Jordan Morrison (55:29) | 3:2 (0:0, 1:0, 2:2) | Québec Remparts Maxime Lacroix (40:51) Joey Ryan (28:17) | Moncton Coliseum, Moncton |

| 20. Mai 2006 | Moncton Wildcats Philippe Dupuis (32:35) Brad Marchand (35:39) Mārtiņš Karsums (46:15) | 3:2 (0:1, 2:0, 1:1) Spielbericht | Vancouver Giants Michal Řepík (1:17) Mitch Bartley (41:39) | Moncton Coliseum, Moncton Zuschauer: 6.854 |

| 21. Mai 2006 | Québec Remparts Alexander Radulow (33:23) Mathieu Melanson (38:58) Michal Sersen (40:37) Jordan LaVallée-Smotherman (49:38) Alexander Radulow (52:41) Jordan LaVallée-Smotherman (58:58) | 6:3 (0:2, 2:1, 4:0) Spielbericht | Vancouver Giants Mitch Bartley (00:20) Gilbert Brulé (16:14) Paul Albers (35:39) | Moncton Coliseum, Moncton Zuschauer: 6.742 |

| 22. Mai 2006 | Moncton Wildcats Stéphane Goulet (19:41) Stéphane Goulet (31:16) Adam Pineault (34:21) Brad Marchand (55:26) | 4:2 (1:0, 2:1, 1:1) Spielbericht | Peterborough Petes Steve Downie (29:58) Greg Stewart (43:12) | Moncton Coliseum, Moncton Zuschauer: 7.085 |

| 23. Mai 2006 | Vancouver Giants Brett Parker (15:07) Gilbert Brulé (24:48) Gilbert Brulé (48:24) | 3:2 (1:0, 1:1, 1:1) Spielbericht | Peterborough Petes Jamie Tardif (28:44) Daniel Ryder (50:53) | Moncton Coliseum, Moncton Zuschauer: 6.669 |

| 24. Mai 2006 | Québec Remparts Mathieu Melanson (19:46) Maxime Lacroix (23:39) Alexander Radulow (40:17) Andrew Andricopoulos (56:13) | 4:3 (1:1, 1:1, 2:1) Spielbericht | Moncton Wildcats Jérôme Samson (15:42) Christian Gaudet (38:47) Philippe Dupuis (52:49) | Moncton Coliseum, Moncton Zuschauer: 7.155 |

#### Abschlusstabelle
| Pl. |                                                                 | Sp. | S | N | Pkt. | Tore  | Diff. |
| --- | --------------------------------------------------------------- | --- | - | - | ---- | ----- | ----- |
| 1.  | Québec Remparts (Québec Major Junior Hockey League)             | 3   | 2 | 1 | 4    | 12:09 | +3    |
| 2.  | Moncton Wildcats (Gastgeber; Québec Major Junior Hockey League) | 3   | 2 | 1 | 4    | 10:08 | +2    |
| 3.  | Vancouver Giants (Western Hockey League)                        | 3   | 1 | 2 | 2    | 08:11 | −3    |
| 4.  | Peterborough Petes (Ontario Hockey League)                      | 3   | 1 | 2 | 2    | 07:09 | −2    |

Abkürzungen: Pl. = Platz, Sp. = Spiele, S = Siege, N = Niederlagen, Pkt. = Punkte, Diff. = Tordifferenz

Erläuterungen: Qualifiziert für das Finale, Qualifiziert für das Halbfinale, Qualifikationsspiel um den zweiten Halbfinal-Platz

### Qualifikationsspiel
| 25. Mai 2006 | Peterborough Petes | 0:6 (0:1, 0:3, 0:2) | Vancouver Giants Cody Franson (16:25) Gilbert Brulé (22:57) Cody Franson (24:15) Cody Franson (26:48) Gilbert Brulé (45:39) Jonathon Blum (47:36) | Moncton Coliseum, Moncton |

### Halbfinale
| 26. Mai 2006 | Moncton Wildcats Keith Yandle (4:33) Matt Marquardt (6:18) Christian Gaudet (59:15) | 3:1 (2:1, 0:0, 1:0) | Vancouver Giants Gilbert Brulé (11:36) | Moncton Coliseum, Moncton |

### Finale
| 28. Mai 2006 | Moncton Wildcats Keith Yandle (40:31) Keith Yandle (43:57) | 2:6 (0:2, 0:2, 2:2) Spielbericht | Québec Remparts Pierre Bergeron (9:36) Alexander Radulow (19:50) Alexander Radulow (21:51) Angelo Esposito (31:03) Mathieu Melanson (49:58) Jordan LaVallée-Smotherman (59:17) | Moncton Coliseum, Moncton Zuschauer: 7.160 |

## Spieler

### Memorial-Cup-Sieger
| Memorial-Cup-Sieger Québec Remparts | Torhüter: Kevin Desfosses, Cédrick Desjardins Verteidiger: Andrew Andricopoulos, Pierre Bergeron, Joey Ryan, Michal Sersen, Stephen Valente, Guillaume Veilleux, Marc-Édouard Vlasic Angreifer: Brent Aubin, Todd Chinova, Simon Courcelles, Angelo Esposito, Maxime Lacroix, Jordan LaVallée-Smotherman, Mathieu Melanson, Alexandre Minault, Yan Ouimet, Felix Petit, Christophe Poirier, Alexander Radulow, Nicolas Robillard, Kenzie Sheppard Cheftrainer und General Manager: Patrick Roy |

### Beste Scorer
Abkürzungen: GP = Spiele, G = Tore, A = Assists, Pts = Punkte, PIM = Strafminuten
| Spieler           | Team             | GP | G | A | Pts | PIM |
| ----------------- | ---------------- | -- | - | - | --- | --- |
| Gilbert Brulé     | Vancouver Giants | 5  | 6 | 6 | 12  | 18  |
| Alexander Radulow | Québec Remparts  | 4  | 5 | 4 | 9   | 6   |
| Philippe Dupuis   | Moncton Wildcats | 5  | 2 | 5 | 7   | 4   |
| Mathieu Melanson  | Québec Remparts  | 4  | 3 | 3 | 6   | 8   |
| Cody Franson      | Vancouver Giants | 5  | 3 | 2 | 5   | 8   |
| Maxime Lacroix    | Québec Remparts  | 4  | 2 | 3 | 5   | 2   |
| Angelo Esposito   | Québec Remparts  | 4  | 1 | 4 | 5   | 6   |

### Beste Torhüter
Abkürzungen: GP = Spiele, W = Siege, L = Niederlagen, GA = Gegentore, SO = Shutouts, GAA = Gegentorschnitt, Sv% = gehaltene Schüsse (in %), SO = Shutouts, TOI = Eiszeit (in Minuten)
| Spieler            | Team               | GP | W | L | GA | GAA  | Sv%  | SO | TOI    |
| ------------------ | ------------------ | -- | - | - | -- | ---- | ---- | -- | ------ |
| Dustin Slade       | Vancouver Giants   | 5  | 2 | 3 | 12 | 2,46 | 93,6 | 1  | 293:00 |
| Cédrick Desjardins | Québec Remparts    | 4  | 3 | 1 | 11 | 2,84 | 92,4 | 0  | 233:00 |
| Josh Tordjman      | Moncton Wildcats   | 5  | 3 | 2 | 15 | 3,11 | 91,6 | 0  | 290:00 |
| David Shantz       | Peterborough Petes | 4  | 1 | 3 | 15 | 4,21 | 86,4 | 0  | 214:00 |

### Auszeichnungen

#### Spielertrophäen
| Auszeichnung                                           | Spieler            | Team             |
| ------------------------------------------------------ | ------------------ | ---------------- |
| Stafford Smythe Memorial Trophy (Wertvollster Spieler) | Alexander Radulow  | Québec Remparts  |
| Ed Chynoweth Trophy (Bester Scorer)                    | Gilbert Brulé      | Vancouver Giants |
| George Parsons Trophy (Fairster Spieler)               | Jérôme Samson      | Moncton Wildcats |
| Hap Emms Memorial Trophy (Bester Torhüter)             | Cédrick Desjardins | Québec Remparts  |

#### All-Star-Team
| Angriff:      | Alexander Radulow – Gilbert Brulé – Adam Pineault |
| Verteidigung: | Paul Albers – Michal Sersen                       |
| Tor:          | Cédrick Desjardins                                |